# Rio terà dei Saloni

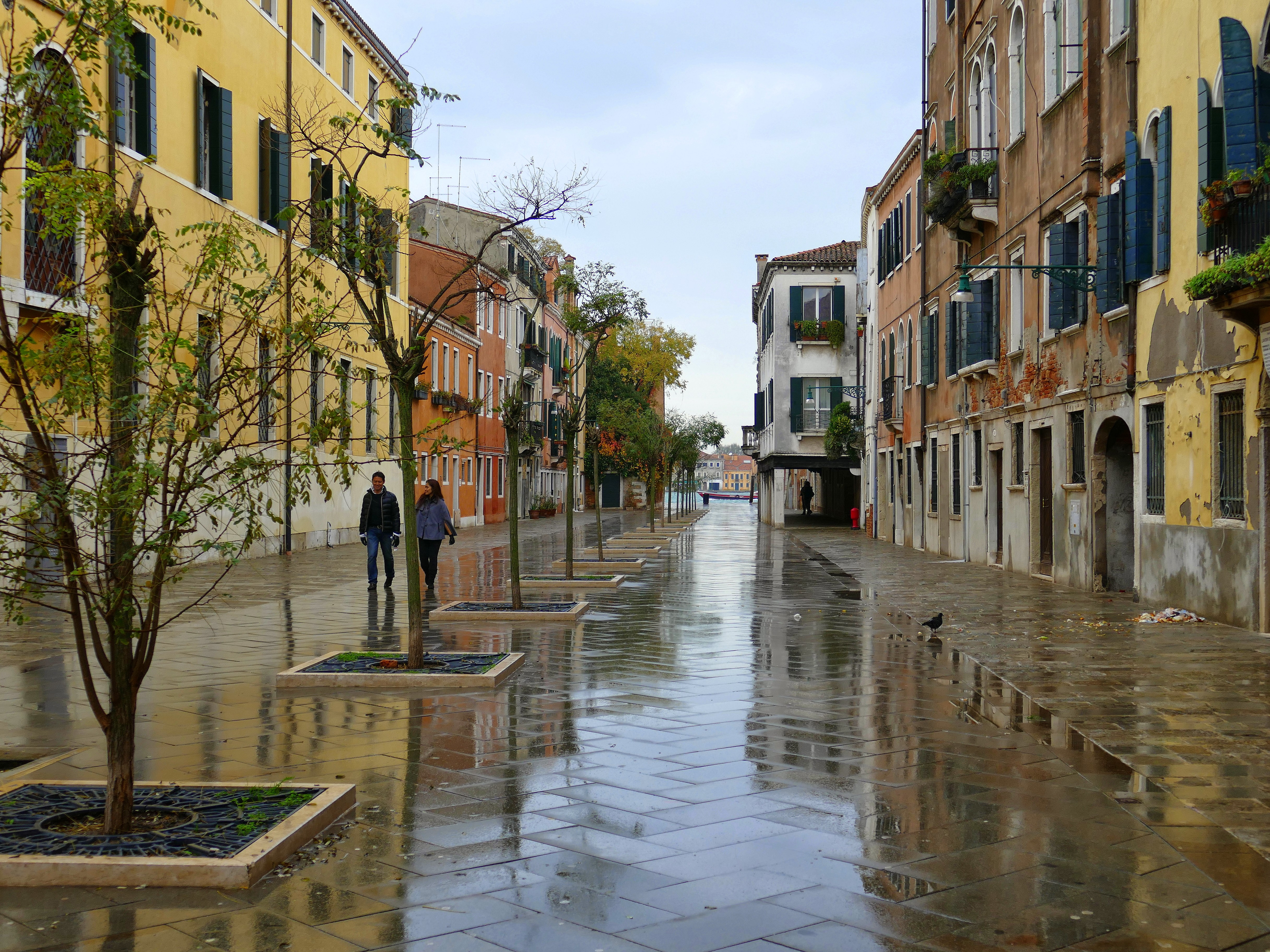
Le rio terà dei Saloni sous l'acqua alta

Le rio terà dei Saloni (canal des Saloni) est un canal maintenant asséché de Venise dans le sestiere de Dorsoduro. 

## Situation
Le rio terà dei Saloni se situe au milieu et en parallèle aux rio della Fornace et rio della Salute. Il relie les Zattere aux rio terà dei Catecumeni et Calle nuova del rio terà sur une longueur d'environ 140 mètres.

## Historique

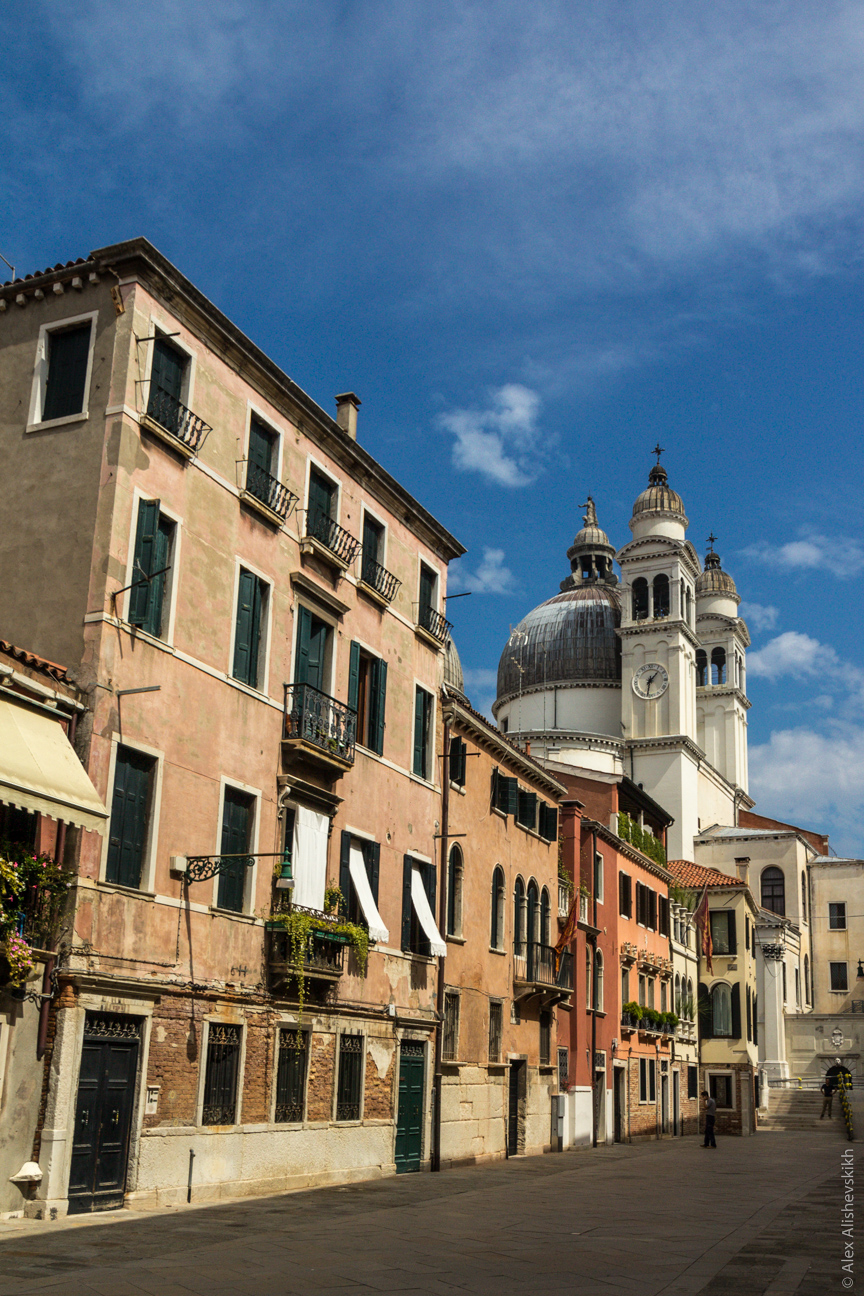
Le rio terà dei Catecumeni

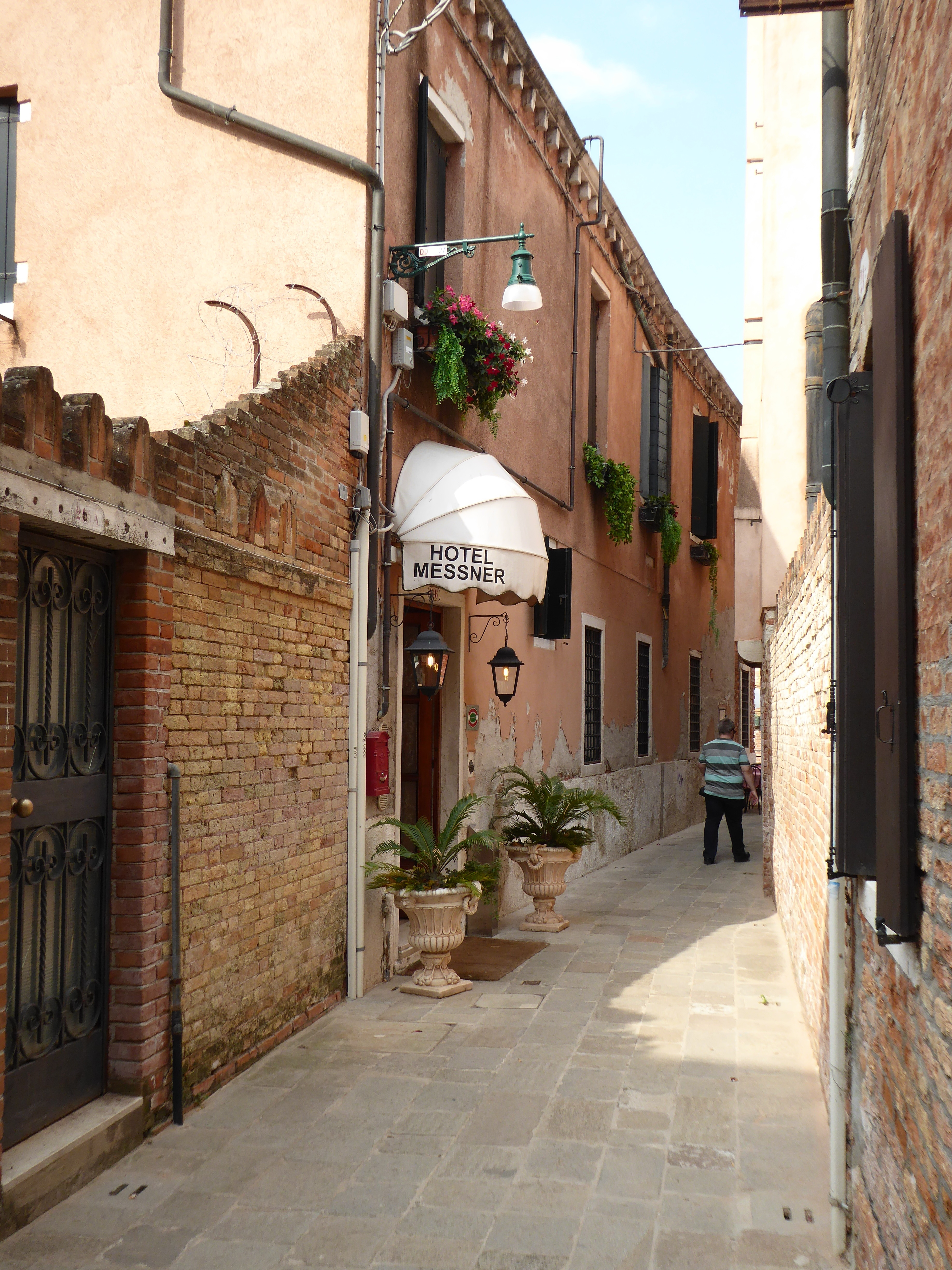
rio terà del Spezier

Avant son enfouissement en 1843, le rio dei Saloni formait un canal en forme de T, partant vers le nord sur 150 m à partir du canal de la Giudecca, puis rejoignant par le rio dei Catecumeni vers l'est le rio della Salute ou par le rio della Lanza vers l'ouest, le rio della Fornace. Actuellement, la partie Est est appelée le rio terà dei Catecumeni et la partie ouest en partie calle nuova del rio terà et rio terà del Spezier.

Le rio dei Saloni était longé par deux quais de chaque côté, reliés entre eux aux Zattere par le ponte dei Saloni et se terminant au nord par deux ponts : la rive est avec le ponte dei Catecumeni et la rive ouest avec le ponte de la Lanza.

### La famille Saloni
Le nom du canal provient de la famille della Fornace (dalle Fornase), surnommée Saloni.

Cette famille était originaire du Frioul et une de ses branches vivait dans la paroisse de San Gregorio depuis le XIVe siècle, puisqu'un sieur Giacomello dalle Fornase, de San Gregorio figure parmi les estimés en 1379. La famille fut alors surnommée Saloni par ses membres portant le nom d'Assalonne (dalle Fornase), tel le père supposé du grand chancelier Alessandro, élu en 1470.
 Les Saloni ont continué à habiter la paroisse San Gregorio, comme l'attestent le terrain de l'Oratoire de la Doctrine chrétienne aux Zattere, acheté en 1575 par un Giacomo ou une Perrina, notifiée en 1661 au fondamenta dei Saloni.

Les Saloni sont aujourd'hui éteints à Venise, mais persistent au Frioul.